# Фоносемантика
Фоносемантика (англ. phonosemantics), фонестезія (англ. phonesthesia), або звуковий символізм (англ. sound symbolism) — це галузь лінгвістики, що вивчає звукообразотворчу систему мови, вплив звуків на сенс вимовлених слів, а також на установки носіїв мови до слів, які породжуються на неусвідомленому рівні. Іншими словами фоносемантичний аналіз дозволяє зробити висновок про те, як дане слово сприйматиметься носіями мови на підсвідомому рівні, оскільки звукова (фонетична) форма слова істотним чином впливає на сенс. Особливо це стосується іншомовних або вигаданих слів. Початок розвитку падає на 70-80-ті роки XX ст. під впливом праць А.П. Журавльова "Фонетичне значення" (М., 1974), "Звук і сенс" (М., 1981; М., 1991).  На основі експериментальних даних з опорою на психометричний метод вивчення символічного значення звуків мови вчений виявив символіку звукових одиниць. Наприклад, А асоціюється з широтою, свободою, червоним кольором; У - з сумом, тривогою, тіснотою, темним кольором і т.п.

## Історія
Стародавня Греція. Виник відомий лінгвістичний дискурс про те, як народжуються слова і як речі отримують свої імена. Прибічники однієї з версій вважали, що імена присвоюються випадково за взаємною згодою, а опоненти стверджували, що імена, якимось чином відображають сутність предметів, а звучання містить закодовану інформацію про властивості. На думку Платона в мові є звуки швидкі, тонкі, величезні, округлі тощо. І є предмети швидкі, тонкі, величезні, округлі. Тож «швидкі» предмети отримують імена, що включають «швидкі» звуки; «тонкі» предмети отримують імена з «тонким»  звучанням; до складу імен для «величезних» предметів повинні входити «величезні» звуки. Наприклад, при вимові звуку 'Р' язик швидко вібрує, тому Р - «швидкий» звук, і слова із ним позначають швидкий або різкий рух: річка, трепет, дробити, трощити, рвати, вертіти і т. д. (рос.)
У 18 ст. Михайло Ломоносов пропагував унікальну теорію про те, що слова, які на початку містять голосні звуки Е, І, ЙУ більше підходять і повинні використовуватися для опису ніжних предметів, а ті слова, в котрих використовуються О, У, И - для опису речей, які можуть викликати страх.(рос.)